# Thomas Price
Thomas Price (2 d'octubre, 1787 – 1848) (conegut amb el nom bàrdic de Carnhuanawc) fou un historiador i una de les figures literàries gal·leses més importants del segle xix.
Price nasqué a Llanfihangel Bryn Pabuan, vora Brecon. El 1805 anà a l'escola gramatical de Brecon fins que es va graduar com a degà de l'Església d'Anglaterra. Fou pastor a Radnorshire, i va viure a Builth Wells amb la seva mare. Va escriure en anglès i gal·lès, col·laborà amb el bretó Jean-François-Marie Le Gonidec en l'elaboració del seu diccionari, i el 1820 fundà una escola totalment en gal·lès. El 1838 va organitzar una recepció als poetes bretons a l'Eisteddfod gal·lès.
Va influir en Charlotte Guest, qui l'ajudà en la traducció del Mabinogion. També és associate al treball d'Augusta Hall, baronessa Llanover, a qui li parlava en gal·lès. Lady Llanover esdevingué la seva mecenes I se l'endugué a viure amb ella quan la seva salut va decaure.

## Obres
- An Essay on the Physiognomy and Physiology of the Present Inhabitants of Britain (1829)
- Hanes Cymru a Chenedl y Cymryo'r Cynoesoedd hyd at Farwolaeth Llywelyn ap Gruffydd (Història de Gal·les i de la nació gal·lesa, 1836-1842)
- The Geographical Progress of Empire and Civilization (1847)
- Literary Remains (1854-55)